# Leo Sterckx
Leo Sterckx (ur. 16 lipca 1936 w Hulshout, zm. 4 marca 2023 tamże) – belgijski kolarz torowy, wicemistrz olimpijski oraz wicemistrz świata.

## Kariera
Największe sukcesy w karierze Leo Sterckx osiągnął w 1960 roku, kiedy zdobył dwa medale na międzynarodowych imprezach. Najpierw zdobył srebrny medal w sprincie indywidualnym amatorów podczas mistrzostw świata w Lipsku, gdzie wyprzedził go jedynie Włoch Sante Gaiardoni. Wynik ten powtórzył parę miesięcy później, na igrzyskach olimpijskich w Rzymie, ponownie zajmując drugie miejsce za Gaiardonim. Ponadto kilkakrotnie zdobywał medale torowych mistrzostw kraju, w tym trzy złote.